# Боул гонг
Боул гонгът е музикален перкусионен инструмент от групата на гонговете.
Този вид гонгове се правят от алуминий и имат формата на панички. Посредством удари с палки с мек накрайник. Инструментът има азиатски произход.